# لوکهارت (مینه‌سوتا)
لوکهارت (به انگلیسی: Lockhart) یک منطقهٔ مسکونی در ایالات متحده آمریکا است که در شهرستان نورمن، مینه‌سوتا واقع شده‌است. لوکهارت ۲۷۳٫۱ متر بالاتر از سطح دریا واقع شده‌است.